# محمدقلی مارامایی
محمدقلی مارامایی (زادهٔ ۱۳۴۰ در گنبد کاووس) نمایندهٔ حوزهٔ انتخابیهٔ گنبد کاووس در دورهٔ هفتم مجلس شورای اسلامی بوده‌است.